# 上海色拉
上海色拉，又称洋山芋色拉，是海派西餐中的一道名菜，与俄羅斯菜裡的奥利维耶色拉较为相似，是一种源自西餐却又根据上海人的习惯口味改良的上海混合西餐。

## 配方
主要配方是切丁的煮熟马铃薯和红肠丁，以蛋黄酱为主的色拉酱拌匀。出于色彩考虑，亦经常拌入一些煮熟的豌豆。而苹果也因其甜脆口感，也时常以丁状出现其中。

## 歷史
上海色拉是一道携带历史记忆的上海菜，是开埠时代华洋杂处的产物。1930年，上海知名西餐厅红房子开张时，已有这道菜供应，作为开胃的头菜。它与罗宋汤、上海炸猪排等一起构成上海海派西餐，也是上海人经常烹调的家常菜。